# Guma (Cina)
Guma o Goma (cinese:固玛镇; pinyin: Gùmǎ Zhèn, uiguro: گۇما بازىرى), nota in precedenza come Pishan (caratteri cinesi: 皮山镇; pinyin: Píshān) è un'antica città-oasi situata sulla principale rotta di carovane che univa Khotan a Karghalik. Si trova nel deserto di Taklamakan, circa 280 km a sud-est di Kashgar, nell'attuale Xinjiang (Cina).
Il libro degli Han (che descrive gli eventi occorsi fino all'anno 23) dice che conteneva 500 case e 3 500 persone di cui 500 in grado di maneggiare armi. Era un importante centro per le carovane che viaggiavano a sud verso l'India, sulla rotta per Karakorum, o attraverso il Pamir verso Jalalabad o Badakhshan.
Oggi Pishan è una piccola e piuttosto povera città di 2 000 abitanti. Il principale raccolto è il cotone. Molti suoi abitanti sono Uiguri, e si contano anche alcuni Pamiri.